# Asienspiele 1958
Die 3. Asienspiele fanden vom 24. Mai bis zum 1. Juni 1958 in Tokio statt.
Es nahmen 1.820 Sportler aus 20 verschiedenen Mitgliedsverbänden des Olympic Council of Asia teil. Es wurden 112 Wettbewerbe in 13 Sportarten ausgetragen. Eröffnet wurden die Spiele durch Hirohito, den Tennō Japans. Die Spiele wurden im Olympiastadion in Tokio veranstaltet.
Bei den Asienspielen 1958 kamen vier neue Sportarten hinzu. Diese waren: Hockey, Tennis, Tischtennis und Volleyball.
Die nächste Großveranstaltung in Tokio waren die Olympischen Sommerspiele 1964.

## Teilnehmende Nationen
Im Jahre 1958 nahmen alle Länder teil, die schon 1954 teilnahmen, sowie der Iran und Nepal, die bei den letzten Asienspielen pausierten.
- Afghanistan
- Birma
- Ceylon
- Hongkong
- Indien
- Indonesien
- Iran
- Israel
- Japan
- Kambodscha
- Malaya
- Nepal
- Nordborneo
- Pakistan
- Philippinen
- Taiwan
- Singapur
- Südkorea
- Südvietnam
- Thailand

## Medaillenspiegel
| Platz                          | Land        | Gold | Silber | Bronze | Gesamt |
| ------------------------------ | ----------- | ---- | ------ | ------ | ------ |
| 1                              | Japan       | 67   | 41     | 30     | 138    |
| 2                              | Philippinen | 8    | 19     | 21     | 48     |
| 3                              | Südkorea    | 8    | 7      | 12     | 27     |
| 4                              | Iran        | 7    | 14     | 11     | 32     |
| 5                              | Taiwan      | 6    | 11     | 17     | 34     |
| 6                              | Pakistan    | 6    | 11     | 9      | 26     |
| 7                              | Indien      | 5    | 4      | 4      | 13     |
| 8                              | Südvietnam  | 2    | 0      | 4      | 6      |
| 9                              | Birma       | 1    | 2      | 1      | 4      |
| 10                             | Singapur    | 1    | 1      | 1      | 3      |
| Total                          | Total       | 77   | 77     | 75     | 229    |
| Vollständiger Medaillenspiegel |             |      |        |        |        |